# UCI Women’s WorldTour 2023
Die UCI Women’s WorldTour 2023 war die achte Austragung dieser vom Weltradsportverband UCI organisierten Rennserie. Sie umfasste 30 Wettbewerbe, von denen allerdings nur 27 tatsächlich stattfanden, und erstreckte sich über insgesamt 75 Renntage. Sie war geprägt von der Dominanz niederländischer Rennfahrerinnen sowie des Team SD Worx, die jeweils 15 der 27 Rennen gewannen. SD Worx stellte mit Demi Vollering, Lotte Kopecky und Marlen Reusser die ersten Drei der Gesamtwertung. Shirin van Anrooij gewann die Nachwuchswertung.

## Programm
Die UCI stellte im Juni 2022 den Kalender der Rennserie vor. Neu aufgenommen wurden die UAE Tour, die Women’s Tour Down Under, der Omloop het Nieuwsblad und die Tour de Suisse, während RideLondon Classique wegen der Nichterfüllung der Auflagen für TV-Übertragungen zunächst nicht berücksichtigt wurde. Die aufgrund der COVID-19-Pandemie in den Vorjahren ausgefallenen Wettbewerbe Cadel Evans Great Ocean Road Race, Tour of Chongming Island und Tour of Guangxi wurden ebenfalls wieder in den Kalender aufgenommen. Madrid Challenge by La Vuelta wurde in La Vuelta Femenina umbenannt und in den Mai vorverlegt. Im Herbst 2022 wurde RideLondon Classic nachträglich wieder aufgenommen, nachdem der Veranstalter eine Garantie für umfassendere TV-Übertragungen vorlegte.
Ende Januar 2023 teilte der Veranstalter der Rennen Vårgårda WestSweden TTT und Vårgårda WestSweden RR mit, dass diese Rennen aufgrund nicht erfüllbarer Anforderungen der UCI und schwedischer Behörden ausfallen. Ende März wurde The Women’s Tour wegen finanzieller Probleme abgesagt.

## Teilnehmende Teams
Automatisch startberechtigt waren die 15 UCI Women’s WorldTeams. Nachdem 2022 nur 14 WorldTeams registriert worden waren, wurde Fenix-Deceuninck für die Saison 2023 als 15. WorldTeam lizenziert. Außerdem können mit Wildcard des Veranstalters UCI Women’s Continental Teams, UCI Cyclo-Cross Professional Teams und mit Ausnahmegenehmigung der UCI auch Nationalteams teilnehmen.
| UCI Women's WorldTeams (15)- Canyon-SRAM Racing - EF Education-TIBCO-SVB - FDJ-Suez - Fenix-Deceuninck - Human Powered Health - Israel-Premier Tech Roland - Liv Racing TeqFind - Movistar Team - Team DSM - Team Jayco AlUla - Team Jumbo-Visma - SD Worx - Trek-Segafredo - UAE Team ADQ - Uno-X Pro Cycling Team |
| |

## Rennen
| UCI Women's World Tour | UCI Women's World Tour | UCI Women's World Tour       | UCI Women's World Tour            | UCI Women's World Tour | UCI Women's World Tour | UCI Women's World Tour | UCI Women's World Tour | UCI Women's World Tour |
| Datum                  | Nr.                    | Staat                        | Rennen                            | Siegerin               | Zweite                 | Dritte                 | Gesamtführende         |                        |
| ---------------------- | ---------------------- | ---------------------------- | --------------------------------- | ---------------------- | ---------------------- | ---------------------- | ---------------------- | ---------------------- |
| 15. – 17. Jan.         | 1                      | Australien                   | Women's Tour Down Under           | Grace Brown            | Amanda Spratt          | Georgia Williams       | Grace Brown            |                        |
| 28. Jan.               | 2                      | Australien                   | Cadel Evans Great Ocean Road Race | Loes Adegeest          | Amanda Spratt          | Nina Buysman           | Amanda Spratt          |                        |
| 9. – 12. Feb.          | 3                      | Vereinigte Arabische Emirate | UAE Tour                          | Elisa Longo Borghini   | Gaia Realini           | Silvia Persico         | Amanda Spratt          |                        |
| 25. Feb.               | 4                      | Belgien                      | Omloop Het Nieuwsblad             | Lotte Kopecky          | Lorena Wiebes          | Marta Bastianelli      | Amanda Spratt          |                        |
| 4. Mär.                | 5                      | Italien                      | Strade Bianche                    | Demi Vollering         | Lotte Kopecky          | Cecilie Uttrup Ludwig  | Amanda Spratt          |                        |
| 11. Mär.               | 6                      | Niederlande                  | Ronde van Drenthe                 | Lorena Wiebes          | Susanne Andersen       | Maike van der Duin     | Lorena Wiebes          |                        |
| 19. Mär.               | 7                      | Italien                      | Trofeo Alfredo Binda              | Shirin van Anrooij     | Elisa Balsamo          | Vittoria Guazzini      | Lorena Wiebes          |                        |
| 23. Mär.               | 8                      | Belgien                      | Classic Brugge-De Panne           | Pfeiffer Georgi        | Elisa Balsamo          | Lorena Wiebes          | Lorena Wiebes          |                        |
| 26. Mär.               | 9                      | Belgien                      | Gent-Wevelgem                     | Marlen Reusser         | Megan Jastrab          | Maike van der Duin     | Lorena Wiebes          |                        |
| 2. Apr.                | 10                     | Belgien                      | Flandern-Rundfahrt                | Lotte Kopecky          | Demi Vollering         | Elisa Longo Borghini   | Lorena Wiebes          |                        |
| 8. Apr.                | 11                     | Frankreich                   | Paris–Roubaix Femmes              | Alison Jackson         | Katia Ragusa           | Marthe Truyen          | Lotte Kopecky          |                        |
| 16. Apr.               | 12                     | Niederlande                  | Amstel Gold Race                  | Demi Vollering         | Lotte Kopecky          | Shirin van Anrooij     | Lotte Kopecky          |                        |
| 19. Apr.               | 13                     | Belgien                      | La Flèche Wallonne                | Demi Vollering         | Liane Lippert          | Gaia Realini           | Demi Vollering         |                        |
| 23. Apr.               | 14                     | Belgien                      | Liège–Bastogne–Liège Femmes       | Demi Vollering         | Elisa Longo Borghini   | Marlen Reusser         | Demi Vollering         |                        |
| 1. – 7. Mai            | 15                     | Spanien                      | La Vuelta Femenina                | Annemiek van Vleuten   | Demi Vollering         | Gaia Realini           | Demi Vollering         |                        |
| 12. – 14. Mai          | 16                     | Spanien                      | Itzulia Women                     | Marlen Reusser         | Demi Vollering         | Katarzyna Niewiadoma   | Demi Vollering         |                        |
| 18. – 21. Mai          | 17                     | Spanien                      | Vuelta a Burgos Féminas           | Demi Vollering         | Shirin van Anrooij     | Ashleigh Moolman       | Demi Vollering         |                        |
| 26. – 28. Mai          | 18                     | Vereinigtes Königreich       | RideLondon Classique              | Charlotte Kool         | Chloé Dygert           | Lizzie Deignan         | Demi Vollering         |                        |
| 6. – 11. Jun.          | 19                     | Vereinigtes Königreich       | The Women’s Tour                  | abgesagt               |                        |                        |                        |                        |
| 17. – 20. Jun.         | 20                     | Schweiz                      | Tour de Suisse Women              | Marlen Reusser         | Demi Vollering         | Elisa Longo Borghini   | Demi Vollering         |                        |
| 30. Juni – 9. Jul.     | 21                     | Italien                      | Giro d'Italia Women               | Annemiek van Vleuten   | Juliette Labous        | Gaia Realini           | Demi Vollering         |                        |
| 23. – 30. Jul.         | 22                     | Frankreich                   | Tour de France Femmes             | Demi Vollering         | Lotte Kopecky          | Katarzyna Niewiadoma   | Demi Vollering         |                        |
| 19. Aug.               | 23                     | Schweden                     | Vårgårda WestSweden TTT           | abgesagt               |                        |                        |                        |                        |
| 20. Aug.               | 24                     | Schweden                     | Vårgårda WestSweden RR            | abgesagt               |                        |                        |                        |                        |
| 23. – 27. Aug.         | 25                     | Norwegen                     | Tour of Scandinavia               | Annemiek van Vleuten   | Cecilie Uttrup Ludwig  | Amber Kraak            | Demi Vollering         |                        |
| 2. Sep.                | 26                     | Frankreich                   | Classic Lorient Agglomération     | Mischa Bredewold       | Marta Lach             | Sofia Bertizzolo       | Demi Vollering         |                        |
| 5. – 10. Sep.          | 27                     | Niederlande                  | Simac Ladies Tour                 | Lotte Kopecky          | Lorena Wiebes          | Anna Henderson         | Demi Vollering         |                        |
| 15. – 17. Sep.         | 28                     | Schweiz                      | Tour de Romandie féminin          | Demi Vollering         | Katarzyna Niewiadoma   | Marlen Reusser         | Demi Vollering         |                        |
| 12. – 14. Okt.         | 29                     | China                        | Tour of Chongming Island          | Chiara Consonni        | Mylène de Zoete        | Daria Pikulik          | Demi Vollering         |                        |
| 17. Okt.               | 30                     | China                        | Tour of Guangxi Women             | Daria Pikulik          | Chiara Consonni        | Mia Griffin            | Demi Vollering         |                        |

## Wertungen und Endstände
Punkte für die Einzel- und Teamwertung konnten in allen Wettbewerben der Serie entsprechend der Punkteskala der UCI-Weltrangliste erzielt werden. Die besten Nachwuchsfahrerinnen erhielten für die U23-Wertung 6, 4 und 2 Punkte.
| Gesamtwertung | Gesamtwertung        | Gesamtwertung | Gesamtwertung      | Gesamtwertung |
| Fahrerin      | Fahrerin             | Land          | Team               | Punkte        |
| ------------- | -------------------- | ------------- | ------------------ | ------------- |
| 1.            | Demi Vollering       | Niederlande   | SD Worx            | 4891.86 P.    |
| 2.            | Annemiek van Vleuten | Niederlande   | Movistar Team      | 2790.57 P.    |
| 3.            | Lotte Kopecky        | Belgien       | SD Worx            | 2735 P.       |
| 4.            | Marlen Reusser       | Schweiz       | SD Worx            | 2512.86 P.    |
| 5.            | Katarzyna Niewiadoma | Polen         | Canyon-SRAM Racing | 2284.71 P.    |
| 6.            | Lorena Wiebes        | Niederlande   | SD Worx            | 2212 P.       |
| 7.            | Elisa Longo Borghini | Italien       | Trek-Segafredo     | 1601 P.       |
| 8.            | Gaia Realini         | Italien       | Trek-Segafredo     | 1532.29 P.    |
| 9.            | Juliette Labous      | Frankreich    | Team DSM           | 1526.14 P.    |
| 10.           | Silvia Persico       | Italien       | UAE Team ADQ       | 1496.14 P.    |

| Nachwuchswertung | Nachwuchswertung    | Nachwuchswertung | Nachwuchswertung          | Nachwuchswertung |
| Fahrerin         | Fahrerin            | Land             | Team                      | Punkte           |
| ---------------- | ------------------- | ---------------- | ------------------------- | ---------------- |
| 1.               | Shirin van Anrooij  | Niederlande      | Trek-Segafredo            | 38 P.            |
| 2.               | Gaia Realini        | Italien          | Trek-Segafredo            | 36 P.            |
| 3.               | Maike van der Duin  | Niederlande      | Canyon-SRAM Racing        | 22 P.            |
| 4.               | Eleonora Gasparrini | Italien          | UAE Team ADQ              | 20 P.            |
| 5.               | Cédrine Kerbaol     | Frankreich       | Ceratizit-WNT Pro Cycling | 20 P.            |

| Mannschaftswertung | Mannschaftswertung | Mannschaftswertung           | Mannschaftswertung |
| Team               | Team               | Land                         | Punkte             |
| ------------------ | ------------------ | ---------------------------- | ------------------ |
| 1.                 | SD Worx            | Niederlande                  | 14331.02 P.        |
| 2.                 | Canyon-SRAM Racing | Deutschland                  | 8138.97 P.         |
| 3.                 | Trek-Segafredo     | Vereinigte Staaten           | 7683.74 P.         |
| 4.                 | UAE Team ADQ       | Vereinigte Arabische Emirate | 5990.98 P.         |
| 5.                 | Movistar Team      | Spanien                      | 5639.99 P.         |
| 6.                 | FDJ-Suez           | Frankreich                   | 5463.99 P.         |
| 7.                 | Team DSM           | Niederlande                  | 5453.98 P.         |
| 8.                 | Team Jumbo-Visma   | Niederlande                  | 4145.98 P.         |
| 9.                 | Team Jayco AlUla   | Australien                   | 2419.01 P.         |
| 10.                | Fenix-Deceuninck   | Belgien                      | 2329 P.            |